# Scaled Composites
Scaled Composites LLC — американская авиастроительная компания. Основана в 1982 году в Мохаве, Калифорния известным авиаконструктором Бертом Рутаном.
Компания была основана для развития экспериментальной авиации. Сейчас занимается разработкой и созданием летательных аппаратов и прототипов технологических процессов для авиационного и других видов транспорта. Известна прежде всего победой в конкурсе Ansari X Prize.
Scaled Composites не занимается постройкой самолётов на продажу и вообще не занимается их серийным производством.

## История

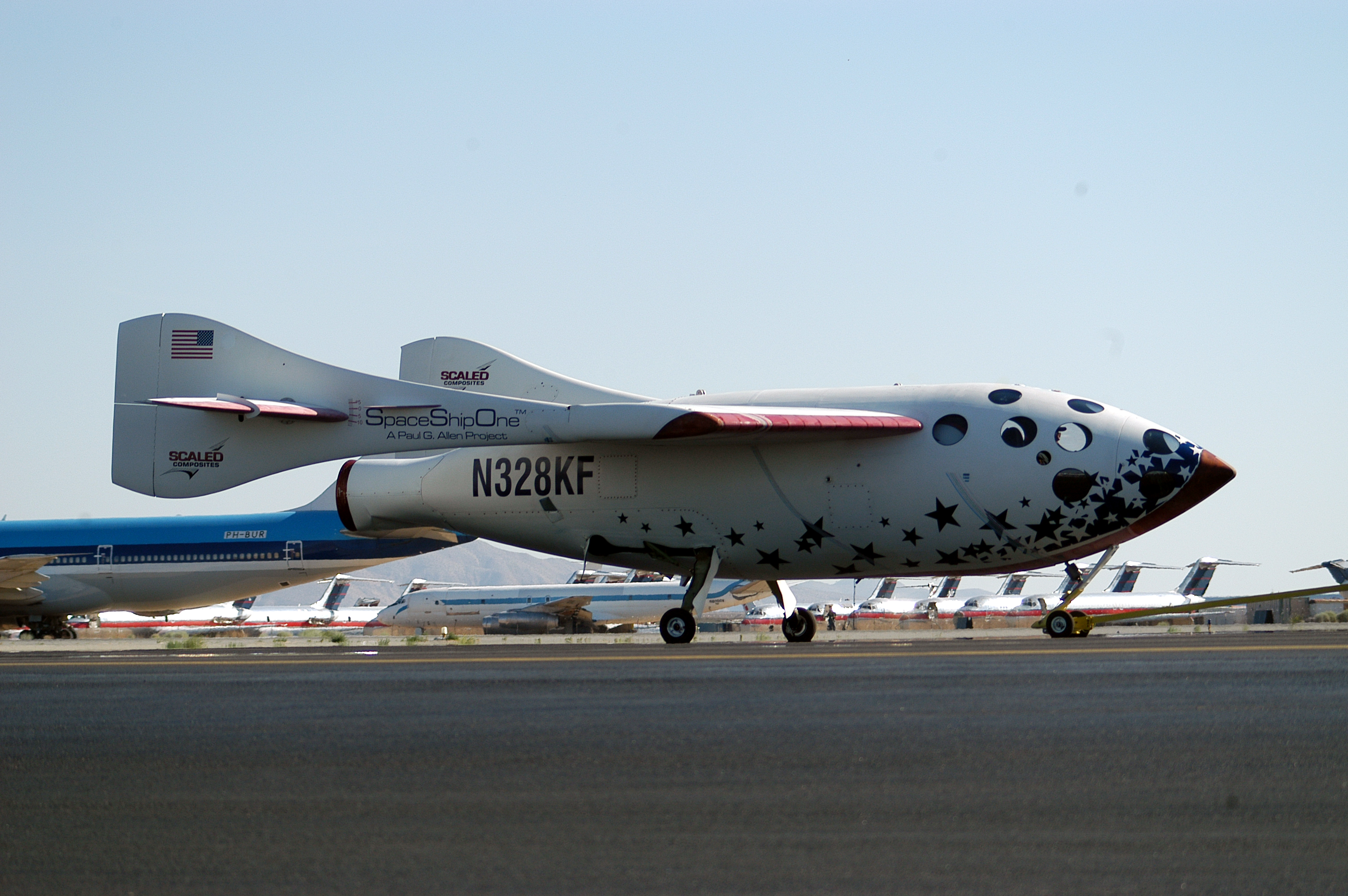
SpaceShipOne

В 1986 году двухместный самолёт «Вояджер» с двумя поршневыми двигателями, созданный Scaled Composites, впервые облетел Землю без посадки и дозаправки. Полёт занял 9 дней и 4 минуты, самолётом управляли 2 профессиональных пилота — Дик Рутан (брат Берта Рутана) и Джина Йигер. 
Тот рекорд продержался до 2005 года и был побит с помощью аппарата GlobalFlyer, также произведённого компанией Scaled Composites (самолёт приводится в движение одним реактивным двигателем). Рекордный полёт продолжался с 28 февраля по 3 марта 2005 года, управлялся он одним человеком — миллионером Стивом Фоссетом, по чьему заказу и был построен аппарат. В обоих случаях вес топлива приблизительно в 5 раз превышал вес самого аппарата.
Самолёт Proteus в 2000 году установил 3 мировых рекорда высоты и грузоподъёмности.
Scaled Composites принимал непосредственное участие в создании первой частной ракеты-носителя Пегас (Pegasus), разработка велась компанией Orbital (США). Первый запуск состоялся 5 апреля 1990 года.
Рекорды Pegasus:
- первая успешная частная космическая ракета-носитель;
- первый крылатый аппарат, преодолевший восьмикратный звуковой барьер (8,3 Маха);
- первая ракета, запущенная в космос с борта самолёта.

К 2003 году было запущено 33 аппарата Pegasus, которые доставили на орбиту более 70 спутников НАСА и других заказчиков.
Основным достижением остаётся создание SpaceShipOne — первого в мире пилотируемого космического аппарата без привлечения государственного финансирования. SpaceShipOne впервые побывал в космосе 21 июня 2004 года. Корабль представляет собой двухступенчатую систему. Самолётом WhiteKnight аппарат поднимается на высоту 15 тыс. м, что занимает около часа, а потом аппарат отделяется и под углом 84° стартует в космос. По общему мнению, успешные полёты SpaceShipOne значительно приблизили эпоху космического туризма.

## Планы
Ведутся испытания беспилотного ракетоплана X-37 (проект X-37 находится в ведении DARPA, аппарат создан компанией Боинг): связка White Knight / X-37 прошла ряд наземных испытаний, а в июне 2005 года произведен совместный тестовый полёт с космопорта в Мохаве (Mojave Space Port).
Также в разработке находится следующая версия частного космического шаттла — SpaceShipTwo (система из SS2 и WK2 будет приблизительно в три раза больше системы из SS1 и WK). Первый пробный 6-часовой полёт с экипажем на борту  SS2 совершил в июле 2010 года.